# Lyn Fotball
Lyn Fotball (før FK Lyn Oslo) er en norsk fodboldklub. Klubben blev stiftet den 3. marts 1896 og var i en lang periode en af Norges største fodboldklubber. Efter nedrykning fra Tippeligaen i sommeren 2009 kom klubben i økonomisk uføre og gik konkurs det følgende år. Den blev derpå tvangsnedrykket til 8. division, men valgte i stedet at overføre sin licens til amatørafdelingen, der spiller i 6. division under navnet Lyn Fotball. Nedrykningen fik en række rutinerede kræfter til igen at stille op for klubben, herunder danske Steven Lustü samt Erik Mykland.

## Danske spillere
- Steven Lustü (2002-2007)
- Rasmus Daugaard (2006-2007)

## Kvindefodbold
Kvindernes hold startede i 2009. I 2012 rykkede holdet op i 1. division. Efter 2017 sæsonen rykkede holdet op i Norges bedste række for kvinderne, Toppserien.

### Aktuel trup kvinder
Oversigten er opdateret til og med 5. april 2019
| Nr. | Land  | Position | Spiller                     |
| --- | ----- | -------- | --------------------------- |
| 1   | Norge | MM       | Karen Oline Sneve           |
| 25  | Norge | MM       | Mari Refsnes Hasselknippe   |
| 4   | Norge | FO       | Trine Skjelstad Jensen      |
| 5   | Norge | FO       | Camilla Huseby              |
| 14  | Norge | FO       | Joanna Aalstad Baekkelund   |
| 15  | Norge | FO       | Emilie Bolviken             |
| 22  | Norge | FO       | Sofie Mykkeltveit Tunes     |
| 7   | Norge | MI       | Camilla Linberg             |
| 24  | Norge | FO       | Iselin Sandnes Olsen        |
| 10  | Norge | AN       | Runa Lillegard              |
| 9   | Norge | MI       | Linn Huseby                 |
| 2   | Norge | MI       | Hedda Nikoline Myhre Foslie |

| Nr. | Land    | Position | Spiller                       |
| --- | ------- | -------- | ----------------------------- |
| 3   | Norge   | MI       | Maria Hustad                  |
| 6   | Norge   | MI       | Noor Hoelsbrekken Eckhoff     |
| 11  | Norge   | AN       | Maren Thoresen                |
| 8   | Norge   | MI       | Anna Linnea Palm              |
|     | Norge   | MI       | Eline Bjormark                |
|     | Norge   | MI       | Ellinor Giske Bakken          |
| 18  | Norge   | MI       | Selma Orstavik Hernes         |
|     | Sverige | MI       | Mimmi Matilda Lofwenius       |
| 20  | Norge   | MI       | Vilde Hasund                  |
| 21  | Norge   | MI       | Una Johanne Roaldseth Soyland |
| 23  | Norge   | MI       | Emilie Raaum Closs            |
| 13  | Norge   | AN       | Jenny Kristine Rosholm Olsen  |